# فرودگاه صحرایی باهیا ترتوگا
فرودگاه صحرایی باهیا ترتوگا (به انگلیسی: Bahía Tortugas Airfield) یک فرودگاه همگانی است که یک باند فرود آسفالت دارد و طول باند آن ۱۵۴۰ متر است. این فرودگاه در کشور مکزیک قرار دارد و در ارتفاع ۳۱ متری از سطح دریا واقع شده‌است.